# 2996 Bowman
2996 Bowman este un asteroid din centura principală, descoperit pe 5 septembrie 1954 de Goethe Link Obs..